# Heroes of Might and Magic IV
Heroes of Might and Magic IV est un jeu vidéo de stratégie au tour par tour développé par New World Computing. La version PC est publiée en Amérique du Nord par 3DO le 28 mars 2002 puis en Europe le 26 avril 2002. Une version MAC du jeu, développé par Contraband Entertainment, a été publiée le 13 novembre 2002.
Quatrième épisode de la série Heroes of Might and Magic, le jeu prend place dans le même univers médiéval-fantastique que ses prédécesseurs dont il reprend également le système de jeu. À sa sortie, il reçoit un accueil très positif des critiques, qui le désigne alors comme le meilleur épisode de la série, et connait un certain succès commercial. Dans la foulée de ce succès, New World Computing développe deux extensions : The Gathering Storm et Winds of War qui sont respectivement publiées par 3DO le 26 septembre 2002 et le 23 février 2003. En 2003, la franchise Might and Magic est revendue à Ubisoft qui publie deux nouveaux épisodes en 2006 puis en 2011.

## Trame
À la suite de la destruction du monde d'Erathia, des réfugiés ont fui par un portail magique vers un nouveau monde, Axeoth, qui attend d'être divisé et conquis.

## Système de jeu
Heroes of Might and Magic IV est un jeu de stratégie au tour par tour. Chaque joueur est à la tête d'un royaume (châteaux et troupes armées) et combat d'autres joueurs. Il développe ses châteaux en y construisant des bâtiments, et lève des troupes ; tout ceci à l'aide de ressources ramassées sur la carte (or, bois, pierre, cristal, gemmes, soufre, mercure) ou générée par des mines et bâtiments. Le joueur déplace ses troupes sur la carte et a à sa disposition des héros capables de lancer des sorts. Le temps est divisé en jours, 7 jours forment une semaine et 4 semaines un mois.

### Châteaux
Il existe six types de châteaux : 
- Le Havre, foyer des humains (Ecuyers, Arbalétriers, Piquiers, Balistes, Moines, Croisés, Champions, Anges). Les Paysans et les Catapultes sont également affiliés au Havre. Ce château se trouve principalement sur l'herbe et il est d'alignement bon. La magie de la Vie y est étudiée et vise principalement la défense, l'augmentation des capacités, la régénération et la résurrection. Ses alliés sont l'Académie et la Réserve, le premier étant pour l'intérêt commun des lois régissant la société et le second, pour l'obsession commune de création de la vie. Ses ennemis sont la Nécropole et l'Asile.
- L'Asile, hébergeant Bandits, Orcs, Méduses, Minotaures, Effrits, Chevaux de cauchemar, Hydres et Dragons noirs. Y sont également associés les Pirates, Troglodytes, Esprits malfaisants, Trolls, Chevaliers gobelins et Mégadragons (créature la plus puissante du jeu). Issu des régions marécageuses d'Axeoth, ce château est maléfique et ses connaissances portent sur la magie du Chaos, magie utilisée pour faire des dommages directs aux unités adverses. Ils sont alliés avec les forces sauvages de la Réserve et la Nécropole, ce dernier ayant un objectif commun de conquête par la force. L'Asile s'oppose directement à l'Académie et dans une plus petite mesure, les bons pionniers du Havre.
- L'Académie, lieu consacré à la magie. On y recrute des Mages, Génies, Titans, Nagas, Halfelins, Nains, Golems d'or et Dragons-golems. La Sorcière maléfique est aussi associée à l'Académie. Cette place est située dans les terrains enneigés d'Axeoth et son alignement est bon. La magie étudiée est celle de l'Ordre qui met l'accent sur le contrôle mental et l'illusion. Le Havre et la Nécropole sont les alliés de l'Académie car les magiciens estiment que la vie et la mort ne forment qu'un cycle. Ils considèrent l'Asile et la Réserve comme sauvages et non civilisés.
- La Nécropole, place des morts-vivants (Squelettes, Fantômes, Vampires, Dragons-squelettes) et des créatures démoniaques (Diablotins, Cerbères, Rejetons venimeux, Diables) D'autres créature comme les Zombies, Momies, Gargouilles, Démons des glaces et Champions ténébreux y sont affiliées. Ce lieu est issu des terres volcaniques. Son alignement est mauvais et ses études portent sur la magie de la Mort, portant sur les sorts nécromantiques et maléfiques maudissant les ennemis. À cause de leur nature mortelle et chaotique, ce château est allié avec l'Asile. Il entretient aussi une bonne relation avec l'Académie parce que la Nécropole s'inspire des lois de cette place pour les appliquer chez elle. Ils sont ennemis avec le Havre et la Réserve.
- La Réserve, abritant les créatures sylvestres (Fées, Loups, Elfes, Tigres, Licornes, Griffons, Phénix et Dragons féeriques). Également, on y trouve des Leprechauns, Satyres, les élémentaires, Triffides, Mantes religieuses et Gargantuas (énorme élémentaire de terre qui lance des rochers). Comme le Havre, ce fort se trouve sur l'herbe. Il est d'alignement neutre et étudie la magie de la Nature, qui se consacre principalement à l'invocation de créatures. La Réserve détient une alliance avec l'Asile à cause de leur principe commun de ne rien modifier et de laisser les choses aller telles qu'elles sont. Le Havre est également leur allié en raison de leur obsession commune de l'équilibre, la création et respect de la vie. Ils sont opposés à l'Académie (désavouant le dogmatisme et l'académisme de l'Ordre) et à la Nécropole.
- Le Bastion, terre des hordes barbares (Centaures, Fous de guerre, Harpies, Nomades, Ogres mages, Cyclopes, Béhémoths et Oiseaux-tonnerre).

### Combats
Les combats entre deux armées se gèrent sur une grille de petits carrés. Le joueur joue ses créatures une par une selon leur vitesse. Chaque créature dispose d'un mouvement qui détermine sa capacité de déplacement sur la grille, ainsi que d'autres caractéristiques (attaque, défense, points de vie, dommages...) qui déterminent leurs aptitudes au combat, voire de capacités spéciales (jeter des sorts, empêcher la riposte...)

### Sorts
Les sorts sont répartis en sorts d'aventure et de combat, et en cinq écoles de magie (Ordre, Vie, Chaos, Nature et Mort). Chaque héros a la possibilité d'améliorer ses compétences dans chacune de ces écoles. Le héros dispose de points de magie qui lui permettent de jeter des sorts. Plus le sort est puissant, plus il exige de compétences et de points de magie.

## Nouveautés
Heroes of Might and Magic IV bouleverse la franchise de 3DO. Les importantes modifications apportées à tous les étages vaudront à ce jeu de nombreuses critiques de la part des fans, notamment concernant les héros jugés trop puissants.

### Villes
Il est nécessaire de choisir à partir du niveau deux entre deux types de créatures pour chaque niveau. Par exemple, vous devez choisir entre recruter des Elfes ou des Tigres, des Anges ou des Champions.
Contrairement aux autres opus, les unités ne disposent pas de formes améliorées.
La défense des villes a été repensée : les tours sont supprimées et laissent place à des promontoires qui donnent un avantage aux unités défensives.
Les multiplicateurs de recrutement (Citadelles et Châteaux) disparaissent.
À chaque ville est associée une magie (à l'exception du Bastion) qui détermine l'école principale des sorts de la guilde. Il est possible de construire des guildes mineures pour les écoles de magie associées aux factions alliées.
Un nouveau bâtiment fait son apparition : la caravane, qui permet de recruter depuis la ville des créatures dans des bâtiments en dehors de celle-ci, ainsi que de faire voyager des créatures d'une ville à une autre.

### Héros
Les héros peuvent désormais se battre sur le champ de bataille, et prennent la place d'une unité. Il est possible d'avoir plusieurs héros dans la même armée.
Le développement des héros grâce aux compétences secondaire a été complexifié : 
-Les héros peuvent acheter des potions utilisables une seule fois en combat, et des parchemins pour apprendre des sorts.
-Il existe plus de compétences
-Il y a cinq niveaux au lieu de trois pour chacune (novice, avancé, expert, maître et grand maître).
-Les compétences sont réparties en compétences de base auxquelles sont associées d'autre compétences. Il est nécessaire d'avoir un certain niveau en compétence de base pour améliorer les associées, et inversement. Les compétences de base se combinent en classes avancées pour apporter des bonus divers aux héros.
Le tableau ci-dessous montre les différentes classes. Celles qui sont en italiques sont les classes de bases des héros recrutables dans les différentes villes.
|                 | Tactique                                              | Combat                                | Repérage         | Noblesse              | Magie de Vie      | Magie de Loi      | Magie de Mort            | Magie du Chaos  | Magie de Nature       |
| --------------- | ----------------------------------------------------- | ------------------------------------- | ---------------- | --------------------- | ----------------- | ----------------- | ------------------------ | --------------- | --------------------- |
| Tactique        | Chevalier (Havre) ou Chevalier de la mort (Nécropole) | Général                               | Maréchal         | Lord Commandant       | Croisé            | Illusionniste     | Ravageur                 | Pyromancien     | Gardien               |
| Combat          | Général                                               | Barbare (Bastion) ou Archer (Réserve) | Rôdeur           | Seigneur de guerre    | Paladin           | Mage de bataille  | Assassin                 | Servant du feu  | Seigneur des monstres |
| Repérage        | Maréchal                                              | Rôdeur                                | Voleur (Asile)   | Maître de guilde      | Prophète          | Voyant            | Ninja                    | Devin du feu    | Barde                 |
| Noblesse        | Lord Commandant                                       | Seigneur de guerre                    | Maître de guilde | Lord (Academie)       | Cardinal          | Roi magicien      | Seigneur de l'ombre      | Roi sorcier     | Seigneur des monstres |
| Magie de Vie    | Croisé                                                | Paladin                               | Prophète         | Cardinal              | Prêtre (Havre)    | Moine             | Prêtre de l'ombre        | Hérétique       | Invocateur            |
| Magie de Loi    | Illusionniste                                         | Mage de bataille                      | Voyant           | Roi magicien          | Moine             | Mage (Academie)   | Mage des ténèbres        | Magicien        | Enchanteur            |
| Magie de Mort   | Ravageur                                              | Assassin                              | Ninja            | Seigneur de l'ombre   | Prêtre de l'ombre | Mage des ténèbres | Nécromancien (Nécropole) | Liche           | Démonologue           |
| Magie du Chaos  | Pyromancien                                           | Servant du feu                        | Devin du feu     | Roi sorcier           | Hérétique         | Magicien          | Liche                    | Sorcier (Asile) | Ensorceleur           |
| Magie de Nature | Gardien                                               | Seigneur des monstres                 | Barde            | Seigneur des monstres | Invocateur        | Enchanteur        | Démonologue              | Ensorceleur     | Druide (Réserve)      |

Remarque: La classe avancée d'Archimage (pas dans le tableau) peut être obtenue en se spécialisant dans trois types de magie.

### Déplacement
Un héros peut se déplacer seul, ainsi que des troupes.
Les gardes ont un rayon d'action étendu et peuvent patrouiller.

### Combat
Un système de vue en perspective isométrique a été instauré. Les archers voient leurs dégâts divisés par deux s'ils tirent par-delà un obstacle, et ils ne peuvent tirer sur un ennemi placé derrière un de ses alliés.
Le système de portée a été amélioré : les malus dus à la distance vont de 1 à 1/8 des dégâts.
Les troupes ripostent en même temps qu'elles encaissent une attaque. Les archers ripostent aux tirs des autres archers. Combiné aux angles de vue, cela signifie qu'un archer qui riposte peut toucher un autre adversaire que celui qui l'a attaqué.

## Influence
Il est très probable que ce quatrième volet de la série Heroes ait été influencé par le jeu de carte Magic : L'Assemblée dont il reprend les factions, et leurs couleurs associées (bien que la vie soit associée au violet et non plus au blanc). Cette influence expliquerait notamment la place bien plus grande donnée au héros mais également la faible importance donnée aux villes et aux créatures, et ainsi la difficulté a lever une grande armée, et plus généralement elle expliquerait les divergences de cet épisode par rapport aux autres épisodes de la saga.

## Extensions

### The Gathering Storm
Dans la foulée du succès du jeu, New World Computing a développé deux extensions. La première, baptisée The Gathering Storm, est publié par 3DO le 26 septembre 2002. En plus de six nouvelles campagnes pour le mode solo, celle-ci ajoute quatre nouvelles créatures, de nouveaux artefacts et de nouveaux scénarios,.

### Winds of War
Une deuxième extension, appelée Winds of War, est publié le 23 février 2003. Comme la précédente, celle-ci contient six nouvelles campagnes ainsi que de nouvelles créatures et scénarios.

## Accueil
| Heroes of Might and Magic IV |      |         |
| Média                        | Nat. | Notes   |
| Computer Gaming World        | US   | 2.5/5   |
| Eurogamer                    | GB   | 60 %    |
| Game Revolution              | GB   | A-      |
| GameSpot                     | GB   | 88 %    |
| Gen4                         | FR   | 3/5     |
| Jeuxvideo.com                | FR   | 85 %    |
| Joystick                     | FR   | 93 %    |
| IGN                          | GB   | 87 %    |
| PC Gamer UK                  | GB   | 76 %    |
| Compilations de notes        |      |         |
| GameRankings                 | US   | 79,82 % |